# Mecistocephalus turucanus
Mecistocephalus turucanus är en mångfotingart som först beskrevs av Chamberlin 1920.  Mecistocephalus turucanus ingår i släktet Mecistocephalus och familjen storhuvudjordkrypare.
Artens utbredningsområde är Fiji. Inga underarter finns listade i Catalogue of Life.